# 科西莫三世 (托斯卡纳)

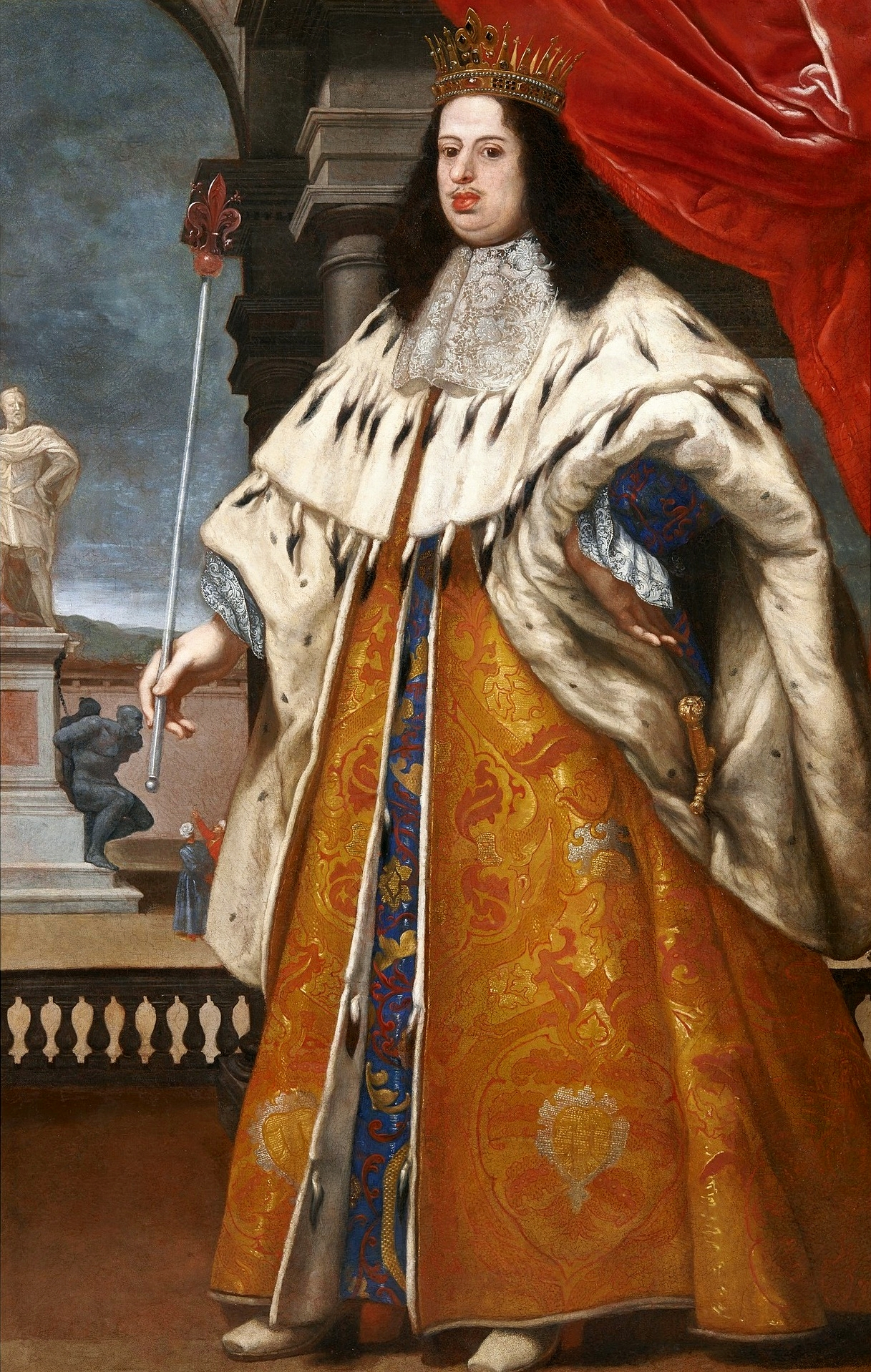
科西莫三世

科西莫三世·德·美第奇（義大利語：Cosimo III de' Medici；1642年8月14日—1723年10月31日）是托斯卡納大公，在1670年至1723年间统治托斯卡纳。

## 生平
科西莫生于佛罗伦萨，他是托斯卡纳大公斐迪南二世和维多利亚·德拉·罗贝莱的儿子。
晚年的科西莫的兒子們都没有后代。

## 家庭和后代
1661年6月20日，他娶了法王路易十四的堂妹瑪格麗特-路易絲。但是他们在1675年分居，有三个子女：
- 斐迪南（1663年8月9日—1713年10月31日），為托斯卡納大親王
- 安娜·玛丽亚·路易萨（1667年8月11日—1743年2月18日）
- 吉安·加斯托内（1671年5月24日—1737年7月9日），1723年继任最后一任美第奇家族的托斯卡纳大公